# Club Deportivo Atlas de Guadalajara
Il Club Deportivo Atlas de Guadalajara è una società calcistica messicana con sede a Guadalajara. Milita nella Primera División messicana, la massima serie del calcio messicano.

## Storia
Nel 1976, con l'associazione "Clubes Unidos de Jalisco", l'Atlas acquisì la franchigia statunitense, militante nella NASL dei Philadelphia Atoms, ove furono mandati numerosi giocatori dell'area di Jalisco, ma l'esperimento si concluse già al termine della stagione 1976, decretando lo sciogliemento della squadra di Filadelfia.

## Organico

### Rosa 2023-2024
Aggiornato al 28 dicembre 2024.
| N. |                      | Ruolo | Calciatore         |
| -- | -------------------- | ----- | ------------------ |
| 1  | Messico (bandiera)   | P     | José Hernández     |
| 2  | Argentina (bandiera) | D     | Hugo Nervo         |
| 3  | Messico (bandiera)   | D     | Idekel Domínguez   |
| 4  | Messico (bandiera)   | D     | Adrián Mora        |
| 5  | Brasile (bandiera)   | D     | Matheus Dória      |
| 6  | Messico (bandiera)   | C     | Edgar Zaldívar     |
| 7  | Messico (bandiera)   | C     | Raymundo Fulgencio |
| 8  | Argentina (bandiera) | A     | Mateo García       |
| 11 | Colombia (bandiera)  | A     | Mauro Manotas      |
| 12 | Colombia (bandiera)  | P     | Camilo Vargas      |
| 13 | Messico (bandiera)   | D     | Gaddi Aguirre      |
| 14 | Messico (bandiera)   | D     | Luis Reyes         |
| 15 | Colombia (bandiera)  | C     | Jhon Murillo       |

| N.  |                       | Ruolo | Calciatore      |
| --- | --------------------- | ----- | --------------- |
| 17  | Messico (bandiera)    | D     | José Lozano     |
| 18  | Messico (bandiera)    | C     | Ángel Márquez   |
| 19  | Messico (bandiera)    | A     | Eduardo Aguirre |
| 21  | Messico (bandiera)    | D     | Carlos Robles   |
| 25  | Messico (bandiera)    | A     | Leonardo Flores |
| 26  | Messico (bandiera)    | C     | Aldo Rocha      |
| 27  | Messico (bandiera)    | P     | Antonio Sánchez |
| 29  | Uruguay (bandiera)    | C     | Brian Lozano    |
| 30  | Messico (bandiera)    | C     | Abraham Bass    |
| 32  | Montenegro (bandiera) | A     | Uroš Đurđević   |
| 185 | Messico (bandiera)    | C     | Víctor Ríos     |
|     | Messico (bandiera)    | C     | Edyairth Ortega |

## Palmarès

### Competizioni nazionali
- Campionato messicano: 3

1951, Apertura 2021, Clausura 2022
- Coppa del Messico: 4

1945-1946, 1949-1950, 1961-1962, 1967-1968
- Supercoppe del Messico: 5

1946, 1950, 1951, 1962, 2022

### Altri piazzamenti
- Campionato messicano:

Secondo posto: 1948-1949, 1965-1966, Verano 1999
Terzo posto: 1947-1948, 1951-1952, 1959-1960, 1960-1961
- Copa México:

Finalista: 1995-1996, Apertura 2013
Semifinalista: 1943-1944, 1948-1949, 1955-1956, 1959-1960
- Supercoppa del Messico:

Finalista: 1968
- InterLiga:

Finalista: 2008
- Campeones Cup:

Finalista: